# リパルス
『リパルス』（REPULSE）は、1985年に発売されたアーケード版縦スクロール型シューティングゲーム。九娯貿易が開発し、セガが販売を担当した。海外名は"99"。
後に東亜プランやガゼル、ケイブで数々のシューティングゲームの開発に関与した上村建也が開発に携わっている。

## 概要
操作は8方向レバー、2ボタン（ショット、バリア）を用いて行う。ステージ終盤で登場する大型の敵を撃退するとステージクリアとなる。全6面構成で1周エンド。バリア無しの状態で被弾もしくは敵と衝突するとミスになり、ストックを1機失う。
画面構成は疑似3Dの固定画面で、自機は画面下半分の範囲しか動けない。
バリア中は攻撃できない代わりにどんな敵の攻撃も防げるが、ボタンを押していると画面右下にある「ENERGY」のゲージが減っていく。そのため、画面端で追い詰められた時など、ピンチの時に使うのが適している。
アイテムは自機がパワーアップするものと、「ENERGY」ゲージが回復するものがある。
難易度については低い部類に入る。前述のバリアが難易度の低さに大きく影響していると言える。